# Muriaux
Muriaux je obec ve švýcarském kantonu Jura. Žije zde 502 obyvatel.

## Geografie

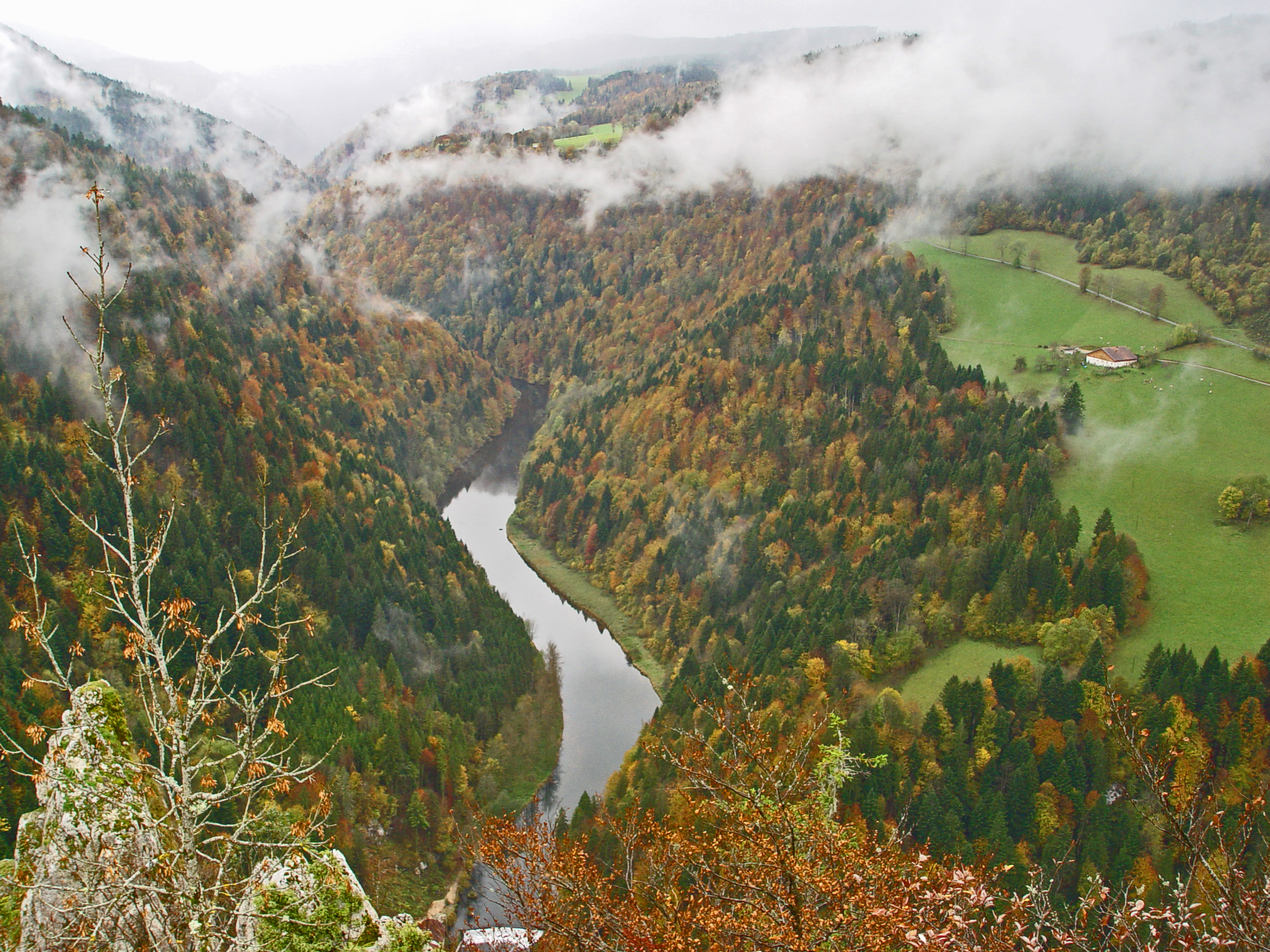
Údolí Doubs u Muriaux

Muriaux leží v nadmořské výšce 947 m, vzdušnou čarou 2 km jihozápadně od okresního městečka Saignelégier. Obec leží v kotlině na náhorní plošině Jury v pohoří Franches-Montagnes, východně od hluboce zaříznutého údolí řeky Doubs.
Území obce o rozloze 14,3 km² pokrývá část mírně zvlněné náhorní plošiny pohoří Jura, kde se střídají vřesovištní sníženiny, většinou bez povrchového odvodnění, s vápencovými vrcholky kopců. Severně od Muriaux se nachází pohoří Derrie le Crât (995 m n. m.), jižně od obce Crauloup (1108 m n. m.). Tyto výšiny strmě klesají k západu směrem do údolí Doubs, jehož horní svahy stále patří obci Muriaux. Hranice vede po hřebeni Arête des Sommêtres, na němž stojí zřícenina Spiegelberg. Zdaleka největší část území obce však tvoří rozsáhlé jurské pastviny s velkými smrky stojícími jednotlivě nebo ve skupinách a také zalesněné plochy mezi nimi. Na jihu se Muriaux rozkládá až do nadmořské výšky (1115 m n. m.) severně od Les Breuleux.
Exklávu na jih od hlavní oblasti tvoří oblast poblíž Cerneux-Veusil v široké kotlině mezi jurskými masivy Point de Vue na severu a Montagne du Droit na jihu. Od 1. ledna 2009 se rozšířila o katastr dříve samostatné obce Le Peuchapatte.
Až do sloučení s Le Peuchapatte byl nejvyšším bodem Muriaux bod ve výšce 1120 m n. m. na severním svahu hory Mont Soleil, která patří k pohoří Montagne du Droit. V roce 1997 tvořila zastavěná plocha 4 % rozlohy obce, lesy a lesní plochy 38 % a zemědělské plochy 58 %.
Muriaux zahrnuje vesnice Les Emibois (955 m n. m.), Les Ecarres (970 m n. m.), Les Chenevières (980 m n. m.), Le Roselet (1052 m n. m.) a Cerneux-Veusil (1035 m n. m.), které se nacházejí na náhorní plošině Franches-Montagnes, a četné jednotlivé farmy roztroušené po pastvinách Jury.
Sousedními obcemi Muriaux jsou Le Noirmont, Saignelégier a Les Breuleux v kantonu Jura a Villeret a Saint-Imier v kantonu Bern.

## Historie
První zmínka o místním šlechtickém rodu Mireval pochází z roku 1315. Dalšími podobami jména Muriaux jsou Mervaux, Murival a Murval.
Původem sídelní oblasti Muriaux je hrad Spiegelberg, který byl postaven pravděpodobně ve 13. století. Od 14. do 17. století byl tento hrad sídlem fojta panství Franches-Montagnes, které podléhalo basilejskému knížecímu biskupství. V blízkosti hradu vznikla kolem roku 1300 vesnice Muriaux. V letech 1793-1815 patřilo Muriaux k Francii a zpočátku bylo součástí départementu du Mont-Terrible, od roku 1800 bylo připojeno k départementu Haut-Rhin. Na základě rozhodnutí Vídeňského kongresu se obec v roce 1815 stala součástí kantonu Bern a 1. ledna 1979 se stala součástí nově založeného kantonu Jura. Protože Muriaux nemá vlastní kostel, je církevně obec připojena k farnosti Saignelégier.

## Obyvatelstvo
| Rok            | 1850 | 1860 | 1900 | 1910 | 1930 | 1950 | 1960 | 1970 | 1980 | 1990 | 2000 |
| Počet obyvatel | 801  | 992  | 908  | 810  | 621  | 530  | 461  | 392  | 400  | 411  | 430  |

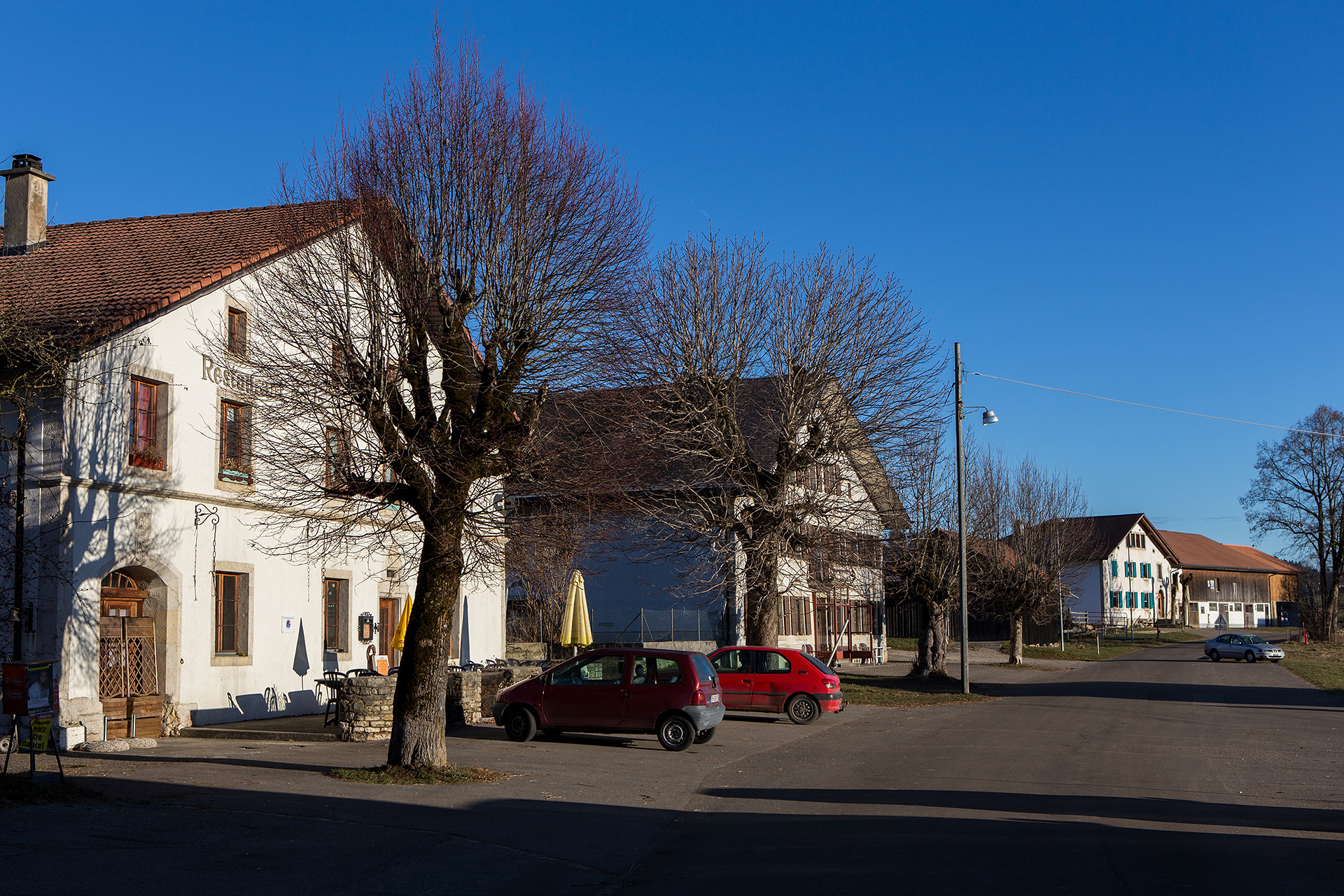
Centrum obce

Z celkového počtu obyvatel je 91,2 % francouzsky mluvících, 7,4 % německy mluvících a 0,5 % italsky mluvících (stav v roce 2000). Nejvyššího počtu obyvatel dosáhla obec Muriaux již v roce 1860, poté až do roku 1970 klesal počet obyvatel přibližně o 60 % v důsledku silného vystěhovalectví. Od té doby je opět pozorován mírný vzestupný trend.

## Hospodářství

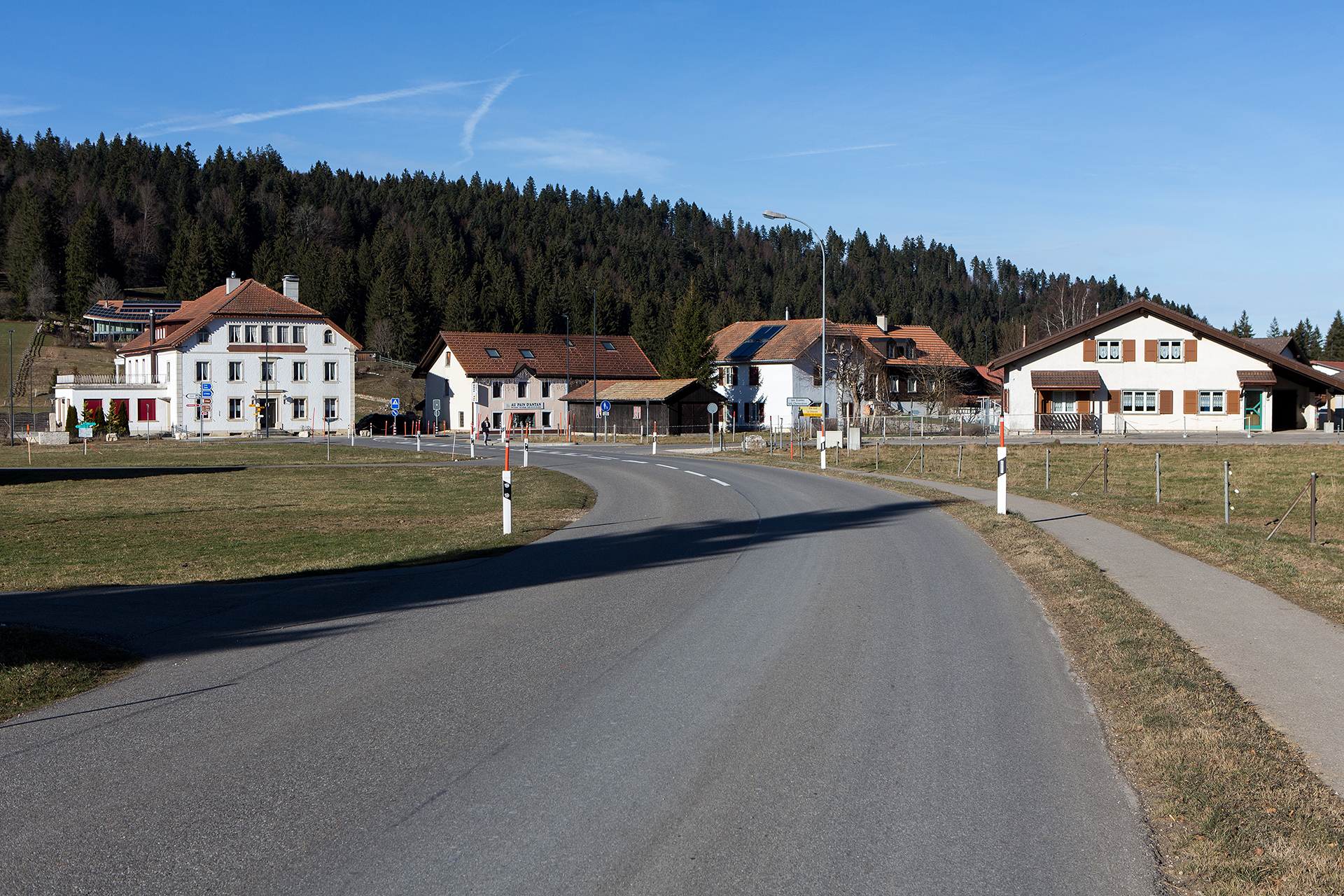
Les Emibois

Muriaux je stále silně zemědělskou obcí s chovem dobytka a produkcí mléka. Mimo primární sektor je zde poměrně málo pracovních míst. Mnoho zaměstnanců proto dojíždí za prací do sousedních obcí Saignelégier nebo Le Noirmont. Ve vesnici Le Roselet sídlí stáje na chov koní.

## Doprava
Obec má dobré dopravní spojení. Leží asi 600 metrů západně od hlavní silnice z Delémontu do La Chaux-de-Fonds. Dne 7. prosince 1892 byla otevřena železniční trať Saignelégier – La Chaux-de-Fonds, předchůdce Chemins de fer du Jura (CJ), se stanicí v Muriaux a stanicí v Les Emibois.